# Червоні маки Іссик-Куля
«Червоні маки Іссик-Куля» — радянський художній фільм 1971 року, знятий на кіностудії «Киргизфільм».

## Сюжет
Фільм розповідає про становлення радянської влади в Киргизії, про важку боротьбу з контрабандистами, що таємно переплавляють через кордон опій. Герой фільму Карабалта, оголошений царською владою розбійником, разом зі своїм непокірним родом пішов за кордон. Влаштувавшись на перевалі, через який «батько контрабанди» — жорстокий, розважливий Байзак — хотів переправити караван з опієм, Карабалта зумів напасти на його слід. Людина важкої долі, Карабалта стає переконаним борцем за радянську владу.

## У ролях
- Суйменкул Чокморов — Карабалта, прикордонник
- Борис Хімічев — Кіндрат Кокорєв
- Совєтбек Джумадилов — Байзак
- Аміна Умурзакова — Кемпір
- Аліман Джангорозова — Айимжан
- Айтурган Темірова — Калича
- Гунта Віркава — Ольга
- Елубай Умурзаков — Калмат
- Арстанбек Ірсалієв — Атай
- Абди Ібраїмов — «Золотой рот»
- Ахмед Шамієв — Машан
- Марклен Ібраєв — Ібрай
- Баки Омуркулов — Жамгирчі
- Багадур Алієв — епізод

## Знімальна група
- Режисер — Болотбек Шамшиєв
- Сценаристи — Василь Сокіл, Юрій Сокіл, Ашим Джакипбеков
- Оператор — Віктор Осенніков
- Композитор — Михайло Марутаєв
- Художник — Олексій Макаров